# Chloé Minoret
Chloé Minoret (* 1977 Bourg-Saint-Maurice) je bývalá francouzská reprezentantka ve sportovním lezení a mistryně Evropy v lezení na obtížnost.

## Výkony a ocenění
- 1999–2002: 5x nominace na prestižní mezinárodní závody Rock Master v italském Arcu
- 2002: 2. francouzská mistryně Evropy v lezení na obtížnost
- 2003: celkově 4. místo v celkovém hodnocení světového poháru v lezení na obtížnost a dvě medaile
- 1999–2005: 4x semifinalistka mistrovství světa v lezení na obtížnost (jednou bronz)
- 2000–2005: 4x vicemistryně Francie v lezení na obtížnost

### Závodní výsledky
| Arco Rock Master | Arco Rock Master | Arco Rock Master | Arco Rock Master | Arco Rock Master |
| Rok              | 1999             | 2000             | 2001             | 2002             |
| ---------------- | ---------------- | ---------------- | ---------------- | ---------------- |
| Obtížnost        | 5                | 14               | 7                | 5                |
| Bouldering       | —                | 6-8              | —                | —                |

| Mistrovství světa | Mistrovství světa | Mistrovství světa | Mistrovství světa | Mistrovství světa |
| Rok               | 1999              | 2001              | 2003              | 2005              |
| ----------------- | ----------------- | ----------------- | ----------------- | ----------------- |
| Obtížnost         | 17                | 3                 | 24-25             | 21-24             |

| Světový pohár | Světový pohár | Světový pohár | Světový pohár | Světový pohár | Světový pohár | Světový pohár | Světový pohár | Světový pohár | Světový pohár | Světový pohár | Světový pohár |
| Rok           | 1996          | 1997          | 1998          | 1999          | 2000          | 2001          | 2002          | 2003          | 2004          | 2005          | 2006          |
| ------------- | ------------- | ------------- | ------------- | ------------- | ------------- | ------------- | ------------- | ------------- | ------------- | ------------- | ------------- |
| Obtížnost     | 24            | 27            | 20            | 16            | 7             | 9             | 16            | 4             | 27            | 29            | 24            |
| jednotlivě*   | x             | x             | x             | x             | x             | ,             | x             | ,             | x             | x             | x             |
|               |               |               |               |               |               |               |               |               |               |               |               |
| Bouldering    | —             | —             | —             | 10            | 14            | —             | 25-27         | —             | —             | —             | —             |
| jednotlivě*   | —             | —             | —             | x             | x             | —             | x             | —             | —             | —             | —             |
|               |               |               |               |               |               |               |               |               |               |               |               |
| Kombinace     | —             | —             | —             | 15            | 8             | —             | 11            | —             | —             | —             | —             |

* poznámka: nalevo jsou poslední závody v roce
| Mistrovství Evropy | Mistrovství Evropy | Mistrovství Evropy | Mistrovství Evropy |
| Rok                | 2000               | 2002               | 2004               |
| ------------------ | ------------------ | ------------------ | ------------------ |
| Obtížnost          | 15–16              | 1                  | 14                 |

| Mistrovství Francie | Mistrovství Francie | Mistrovství Francie | Mistrovství Francie | Mistrovství Francie | Mistrovství Francie | Mistrovství Francie | Mistrovství Francie |
| Rok                 | 1998                | 1999                | 2000                | 2001                | 2002                | 2003                | 2005                |
| ------------------- | ------------------- | ------------------- | ------------------- | ------------------- | ------------------- | ------------------- | ------------------- |
| Obtížnost           | 3                   | 3                   | 2                   | 3                   | 2                   | 2                   | 2                   |
| Bouldering          |                     |                     |                     | 3                   |                     | 3                   |                     |